# Tramlijn Schoondijke - Veldzicht
De Tramlijn Schoondijke - Veldzicht, was een tramlijn in Zeeuws-Vlaanderen. Vanuit Schoondijke liep de lijn via IJzendijke naar de grens bij Veldzicht.

## Geschiedenis
De lijn werd in 1891 geopend door de IJzendijksche Stoomtramweg Maatschappij. In 1911 werd de exploitatie overgenomen door de Zeeuwsch-Vlaamsche Tramweg-Maatschappij. Vanaf 1 augustus 1948 wordt het reizigersvervoer gestaakt, in september 1949 wordt ook het goederenvervoer stilgelegd en de lijn opgebroken.